# La fusión de dos culturas
La Conquista (título original que le diera González Camarena) es un mural del artista mexicano Jorge González Camarena, realizado en 1960. Posteriormente, a fines de los ochenta, se le cambia el nombre a La Fusión de dos Culturas. Esta obra se encuentra ubicada en el Museo Nacional de Historia del Castillo de Chapultepec en la Ciudad de México. 
La obra surge de la invitación colectiva que tuvo el pintor junto artistas como David Alfaro Siqueiros y Juan O'Gorman de la llamada segunda generación muralista -nacidos entre 1904 y 1926- por el entonces director del Museo Nacional de Historia, Antonio Arriaga Ochoa. 
Anteriormente, González Camarena tuvo reconocimiento por sus obras: ''Historia de México''(cuadro), en 1955, en la Biblioteca del Instituto Tecnológico y de Estudios Superiores de Monterrey y Liberación, en 1959, en el Palacio de Bellas Artes. 
La conquista de Diego Rivera fue una innovación plástica en donde el autor plasmó la superioridad del español ante el indígena. Por ello Camarena decidió proyectar la igualdad de fuerzas y destreza sin demeritar el orgullo y dignidad de cada uno.

## Descripción
La obra muestra el fusilamiento de la sangre en consecuencia de la batalla mortal, homogeneizando con la espada y lanza la sangre de dos culturas: la náhuatl, floreciente en Mesoamérica, y la española, surgiendo la nueva raza, la mexicana. La patria estará construida por el resultado de estas dos guerras.
La intensidad del colorido refleja la violencia de la conquista. Al fondo del mural, se aprecian las insignias de los dos bandos: los penachos indígenas y sus estandartes, así como, las banderas hispanas, consumiéndose en el fuego de la batalla- Otros elementos son las veladuras de posibles carabelas, las armas de los indígenas, el penacho de Cuauhtémoc y la encarnación de una nueva patria, el águila devorando una serpiente. 
El artista la consideró una de sus mejores obras y el único con reproducciones, realizó la versión en caballete El abrazo (Jorge González Camarena) en 1980, el año de su muerte. 
El cambio en el nombre de la obra de La conquista a la La fusión de dos culturas se debió a que fue impresa en billetes de cincuenta mil pesos cuando el peso mexicano perdió tres ceros.